# マンデー・モナリザ・クラブ
「マンデー・モナリザ・クラブ」は、1979年9月9日にリリースされた日本のアイドルグループ・ピンク・レディーの15枚目のシングルである。

## 概要
阿久悠・都倉俊一のコンビが「そろそろ、子どものお客を無視した、ミーとケイ、ふたりのための曲を作ろう」と話し合った上で作りあげた楽曲。ミーとケイにとっても「こういう曲を、私たちはずっと歌いたかった」という感慨があり、とりわけ思い入れの深い1曲となった。
Midnight RhythmやHallelujah 2000などのディスコ・プロジェクトを手がけたディスコ・プロデューサーRobby Adcockがプロデュース。同一のスタジオ・ミュージシャンを起用し、ロサンゼルスでレコーディングが行われた。
7分37秒に及ぶディスコ・プロモーション用非売品12インチ・シングルが制作された。リミックスはAngelo Solar。そのバージョンは後年発売された『ピンク・レディー・プラチナ・ボックス』(2006/5/31)で初商品化された（その後Singles Premium（2011年8月25日）に再収録）。通常盤シングルのA面は海外カッティングのマスターである（マトリクス番号；PIL.JVC-01-S MONA LISA-A △106151と手書きで刻印されている）。
A面の正統派ディスコ・サウンドに対し、B面では当時日本で流行っていたミュンヘン・サウンドに近いアプローチの曲になっている。
前作「KISS IN THE DARK」（日本発売盤）から僅か4日後にリリースされた。
再結成後に行われたメモリアル・コンサートではステージで大きく動きを見せるため、サビ部分の振り付けを発売当時とは少し変えて歌唱された。

## 収録曲
1. マンデー・モナリザ・クラブ
作詞：阿久悠／作曲：都倉俊一／編曲：C.Merriam
2. アダムとイブ・スーパーラブ
作詞：阿久悠／作曲・編曲：都倉俊一

## カバー
- MAX（2008年、アルバム『VISION FACTORY COMPILATION 〜阿久悠、作家生活40周年記念〜』に収録）